# V1D2
V1D2 est un chantier naval situé à Mondeville, à proximité de Caen (France). Créé en 1999, il s'agit du chantier naval normand le plus important pour l'entretien et l'assemblage de voiliers de sports pour la course au large (notamment Class40, 60 pieds IMOCA, Classe Mini).

## Historique
Créé en 1999 à Caen, le chantier s'est rapidement spécialisé dans les voiliers de course au large et plus particulièrement des Class40, notamment grâce à la course Normandy Channel Race, dont le départ se fait dans la ville normande.

## Réalisations récentes
V1D2 se situe sur le canal de Caen à la mer, à proximité de différentes entreprises spécialisées dans le composite naval, comme Shoreteam ou Grand Large Composite. Le chantier participe ainsi à la construction de voiliers de course, notamment des Class40 :
- 2021 : Crosscall (Class40, plan Lombard) moulage de la coque réalisé par Grand Large Composite[2] ;
- 2017 et 2018 : accastillage et appendices des Class40 Pinocchio[3]et Black Mamba[4], sur les plans Lift40, coque réalisée par Gepeto composite (Lorient) ;
- 2016 : Campagne de France (Class40, plan Mabire-Nivelt) réalisé avec Shoreteam ;
- 2014 : Addictif – Le choix Funéraire (Class40, plan Sabrosa 40 MK2) réalisé avec Shoreteam[5],[6].

V1D2 participe aussi à l'entretien et à la remise en état de nombreux voiliers de course, remise en état complète, carénage ou modifications. Il s'agit par exemple de l'hivernage du Choix funéraire de Nils Boyer, de la remise en état complète de l'IMOCA Fortil qui avait prix feu en 2019 ou de l'entretien de l'IMOCA Campagnes de France .